# Heinrich Wilhelm Wirth
Heinrich Wilhelm Wirth (* 18. Juli 1870 in Eschbach; † 18. Februar 1954 ebenda) war ein deutscher Landwirt und Bürgermeister sowie Mitglied des Provinziallandtages der Provinz Hessen-Nassau.

## Leben
Heinrich Wilhelm Wirth wurde als Sohn des Landwirts Johann Wilhelm Wirth und dessen Ehefrau Katharine Elisabethe Schmidt geboren und übernahm den elterlichen Landwirtschaftsbetrieb. Von 1919 bis 1933 war er Vorsitzender der Kreisbauernschaft Usingen und zugleich Mitglied der Landwirtschaftskammer für den Regierungsbezirk Wiesbaden.
Er wurde in seinem Heimatort Bürgermeister und leitete die  landwirtschaftliche An- und Verkaufsgenossenschaft.
Zum 1. März 1932 trat er in die NSDAP ein, ohne später ein Parteiamt auszuüben.
1933 erhielt er ein Mandat für den Nassauischen Kommunallandtag des preußischen Regierungsbezirks Wiesbaden bzw. für den Provinziallandtag der Provinz Hessen-Nassau, wo er Mitglied des Landesausschusses war. 
Er war Vizepräsident des Kommunallandtags und legte sein Mandat im Anschluss an den 70. Kommunallandtag nieder, bevor das Gremium endgültig durch die Nationalsozialisten aufgelöst wurde. 